# Probisztip
Probisztip (maced. Пробиштип) – miasto we wschodniej Macedonii Północnej, na wschodnim krańcu gór Osogowskie Płaninie. Ośrodek administracyjny gminy Probisztip. Liczba ludności - 16.745 osób (98% Macedończyków) [2002].
Miasto leży w znanym od starożytności regionie górniczym. W Probištipie przetwarza się dziś cynk i ołów wydobywany w pobliskim Zletowie - istnieje tu fabryka baterii i akumulatorów. Niedaleko miasta leżą zabytkowy monaster pw. św. Gabriela Lesnowskiego i Kuklica - miejsce niespotykanych formacji skalnych.